# Comuna Melnîkî, Kaniv
Melnîkî (în ucraineană Мельники) este o comună în raionul Kaniv, regiunea Cerkasî, Ucraina, formată din satele Holeakî și Melnîkî (reședința).

## Demografie
Componența lingvistică a comunei Melnîkî
     Ucraineană (98,87%)
     Rusă (1,02%)
Conform recensământului din 2001, majoritatea populației comunei Melnîkî era vorbitoare de ucraineană (98,87%), existând în minoritate și vorbitori de rusă (1,02%).